# Universidad Estatal de Milagro
La Universidad Estatal de Milagro (UNEMI) es una universidad pública con sede en la ciudad de Milagro (Guayas, Ecuador). Ofrece carreras en las modalidades presencial, semipresencial y en línea, así como programas de posgrado. Cuenta con cuatro facultades, un Centro de Recursos para el Aprendizaje y la Investigación (CRAI), una Dirección de Investigación y Posgrado y un área deportiva.  

## Historia
La UNEMI tuvo sus orígenes como Extensión Universitaria de la Universidad de Guayaquil en 1969. El 7 de febrero de 2001 fue creada oficialmente por decreto legislativo del Congreso nacional.

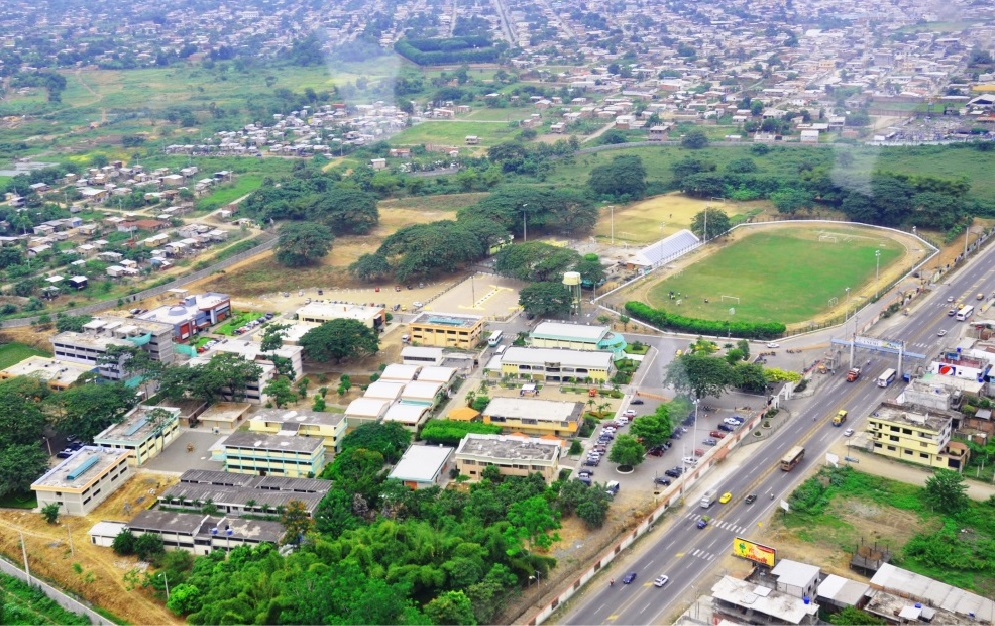
Vista aérea del campus UNEMI

## Facultades

### Ciencias e Ingeniería (FACI)Twitter,Facebook

#### Evolución
La FACI fue creada como Facultad de Ingeniería en 2001 ofertando la carrera Ingeniería en Sistemas Computacionales y en 2004 inicia con Ingeniería Industrial. Sus Decanos han sido Efraín Sánchez (2001-2012), Richard Ramírez (2012-2013), Jesennia del Pilar Cárdenas (2013-2015), Moisés López (2016-2017), Jesennia del Pilar Cárdenas Cobo (2017-actualidad). Al ofertar carreras de Biotecnología, Ingeniería Ambiental e Ingeniería en Alimentos a partir de 2017 la facultad cambió su denominación a Facultad de Ciencias e Ingeniería, aunque mantuvo las mismas siglas de FACI. En 2018 se inicia un proceso generalizado en todas las carreras para reducir los semestres de 10 a ocho, a indicación del Consejo de Educación Superior (CES). 

##### Primeras Carreras (2001 - actualidad)
La carrera de Ingeniería Industrial fue creada el 02.02.2004 y su malla curricular tendrá una vigencia de cinco años. Sus Directores han sido Ítalo Mendoza Haro (creador y primer director de 2004-2007) y Luis Buchelli Carpio (2007-actualidad). Inicialmente recibió el nombre de Ingeniería Industrial mención Mantenimiento Industrial, tenía nueve semestres, 800 horas de prácticas, cuatro seminarios técnicos de 40 horas. Tenía la opción de obtener en el cuarto semestre el título de Tecnólogo en Mantenimiento Industrial, cuya opción fue usada por un graduando de apellido San Martín. En el 2004 se matricularon dos paralelos (matutino y nocturno).
En 2009 se actualiza la malla curricular para enfocar la carrera hacia la Administración de la Producción. En 2012 se actualiza nuevamente la malla curricular para incluir la Administración de la Producción y la Seguridad Industrial, manteniendo la base del Mantenimiento Industrial inicial. Incluían ocho semestres, 55 asignaturas, 400 horas de prácticas y vinculación con la sociedad. El título otorgado seguía siendo Ingeniera(o) Industrial, pero sin "Mención Mantenimiento Industrial". A solicitud del CES, en 2017 se rediseña la malla con 10 semestres y 60 asignaturas. Poco tiempo después, en 2020, el mismo CES orienta y aprueba (CES  1024-5-650727B01-9443) un tercer rediseño para incluir solo ocho semestres, 40 asignaturas, 800 horas y 400 horas de servicio comunitario (240 horas de prácticas pre profesionales y 160 horas de vinculación con la sociedad). En esta oportunidad se incluyen dos itinerarios: Diseño y Distribución de Planta y Seguridad y Salud Ocupacional. 

##### Segunda Oleada (2017 - actualidad)

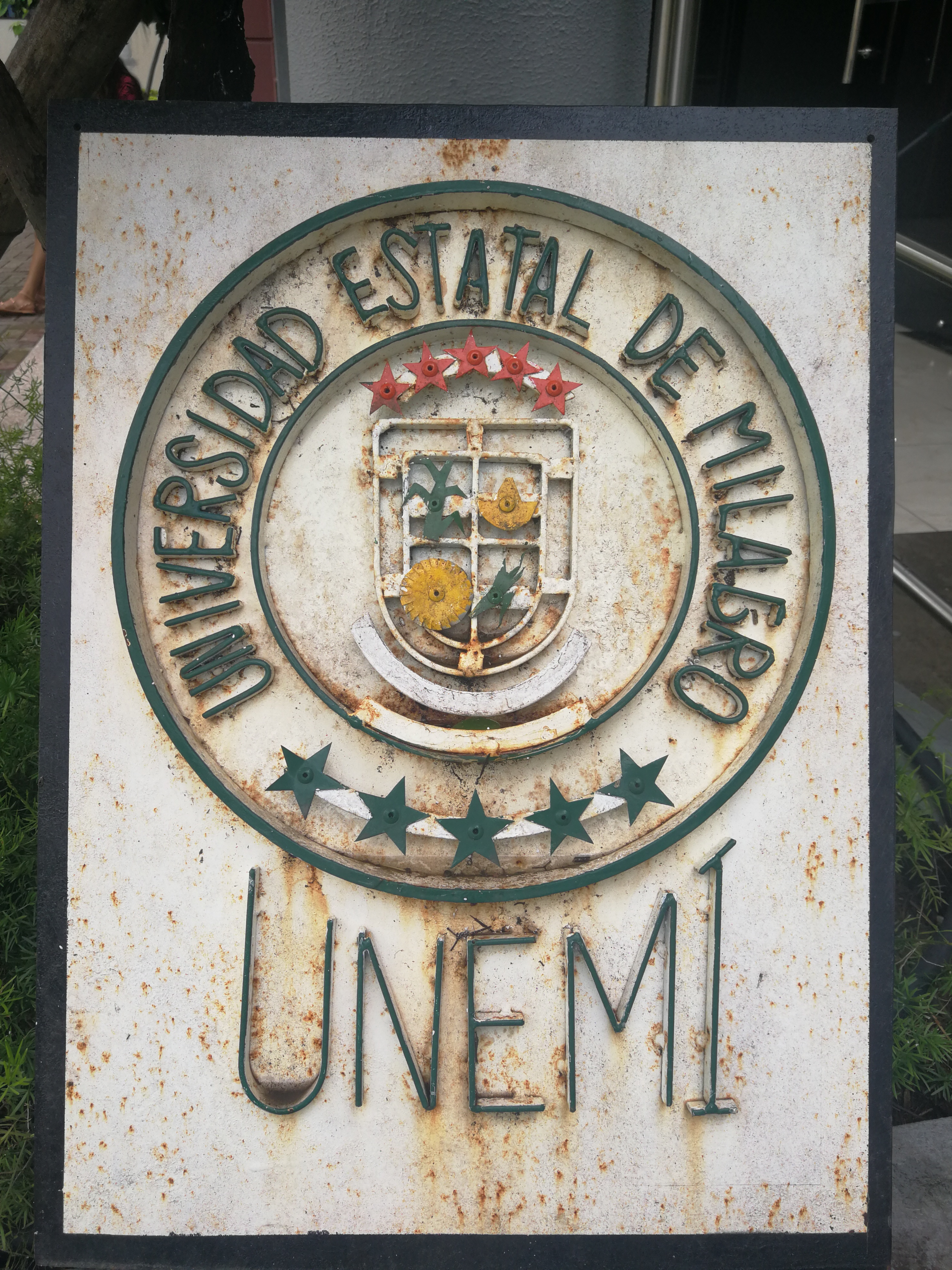
Insignia de la UNEMI en hierro, ya en desuso.

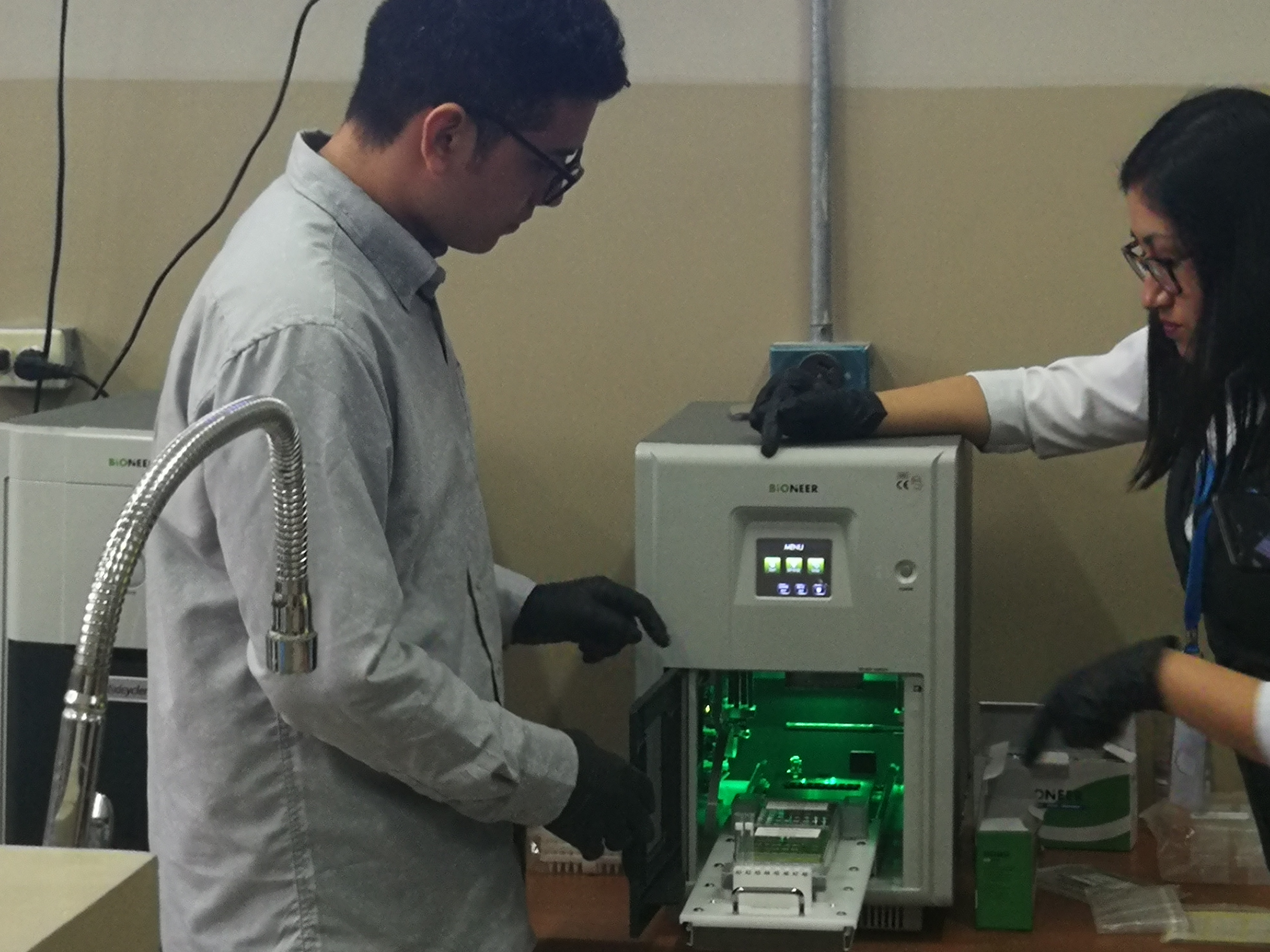
Estudiante de biotecnología en práctica de biología molecular.

La carrera de Biotecnología comenzó a ofertarse en el segundo semestre de 2017. Sus Directores han sido Simón Pérez-Martínez (creador y primer director de 2017-2019) y Rafael Lazo (2020 - actualidad). En 2015 investigadores del Programa Prometeo de la SENESCYT vinculados a la UNEMI recibieron la encomienda de coordinar el diseño del Centro de Investigación BioUNEMI cuyo diseño y planos arquitectónicos estuvieron listos en 2016. Al mismo tiempo, se empezaron a diseñar las carreras en las especialidades de biotecnología, ambiental y alimentos. El 11.10.2017 mediante resolución del CES autorizó a la UNEMI a ofertar Biotecnología con 10 semestres y dos Itinerarios: Biotecnología Vegetal y Biotecnología Computacional. La malla curricular tuvo igualmente que ser reducida a ocho semestres por indicaciones del CES. Su rediseño fue aprobado el 08.04.2020.
Las carreras de Ingeniería Ambienta e Ingeniería en Alimentos empezaron a ofertarse el primer semestre de 2018. Han estado dirigidas por Javier Alcázar y Delia Noriega, respectivamente. La modalidad en línea hizo su entrada en la FACI en 2019 con la carrera Tecnologías de la Información. La carrera fue creada y es dirigida en la actualidad por Mirella Correa. 

## Oferta académica

### Facultad de Ciencias e Ingenierías

##### Modalidad Presencial
- Biotecnología
- Ingeniería Ambiental
- Ingeniería en Alimentos
- Ingeniería Industrial
- Ingeniería en Software

##### Modalidad en Línea
- Tecnologías de la Información

### Facultad de Ciencias Sociales, Educación Comercial y Derecho

#### Modalidad Presencial
- Administración de Empresas
- Contabilidad y Auditoría
- Turismo
- Comunicación
- Diseño Gráfico y Publicidad
- Psicología
- Economía
- Trabajo Social
- Multimedia y producción audiovisual

#### Modalidad Semipresencial
- Trabajo Social

#### Modalidad  en Línea
- Derecho
- Turismo
- Comunicación
- Economía
- Psicología
- Trabajo Social

### Facultad de Salud y Servicios Sociales

#### Modalidad Presencial
- Medicina
- Enfermería
- Nutrición y Dietética
- Fisioterapia

### Facultad de Educación

#### Modalidad Presencial
- Educación
- Educación Inicial
- Pedagogía de la Actividad Física y Deporte
- Pedagogía de los Idiomas Nacionales y Extranjero

#### Modalidad Semipresencial
- Pedagogía de las Ciencias Experimentales
- Educación Inicial

#### Modalidad  en Línea
- Educación Básica
- Educación Inicial
- Pedagogía de los Idiomas Nacionales y Extranjeros

## Centro de Recursos para el Aprendizaje y la Investigación CRAI
El CRAI tiene espacios físicos y virtuales que brindan apoyo a la docencia, la investigación y a la formación continua de la comunidad UNEMI y milagreña en general. El primer boceto de lo que sería el CRAI se hizo en agosto de 2014 y fue inaugurado en 2017. Sus directores han sido Oskary Zambrano (primera directora 2017), Juana Coka (2018 - 2019) y Patricio Álvarez (2019 - actualidad). Además de los servicio bibliotecarios tradicionales, administra el repositorio institucional digital de UNEMI y edita las diferentes publicaciones científicas.